# Tetraleurodes errans
Tetraleurodes errans là một loài côn trùng cánh nửa trong họ Aleyrodidae, phân họ Aleyrodinae.
Tetraleurodes errans được Bemis miêu tả khoa học đầu tiên năm 1904.